# Lijst van weg- en veldkapellen in Gulpen-Wittem
Dit is een onvolledige lijst van veldkapellen in de gemeente Gulpen-Wittem. Kapelletjes komen vooral in het zuiden van Nederland voor en werden dikwijls gebouwd ter verering van een heilige.
| Kapel                            | Adres                                  | Plaats                | Bouwperiode  | Architect      | Foto                                      |
| -------------------------------- | -------------------------------------- | --------------------- | ------------ | -------------- | ----------------------------------------- |
| Calvariekapel                    | Smidsberg-Plaatweg                     | Epen-Plaat            |              |                | Calvariekapel (Plaat)                     |
| Sint-Genovevakapel               | Diependalseweg                         | Epen-Diependal        | 1947-1948    | H. Koene       | Sint-Genovevakapel (Diependal)            |
| Mariakapel                       | Terzieterweg                           | Epen-Terziet          |              |                | Mariakapel (Terziet)                      |
| Lourdesgrot Eys                  | Horenspad                              | Eys                   |              |                | Lourdesgrot Eys                           |
| Moeder Godskapel                 | Wittemerweg                            | Eys                   | 1696 en 1905 |                | Moeder Godskapel (Eys)                    |
| Mariakapel                       | Tuin Kasteel Neubourg, Riehagervoetpad | Gulpen                | 1838         |                | Mariakapel (Neubourg)                     |
| Onze-Lieve-Vrouw-van-Fatimakapel | Ingberdorpsstraat                      | Gulpen-Ingber         | 1949         | H.G. Ackermans | Onze-Lieve-Vrouw-van-Fatimakapel (Ingber) |
| Mariakapel                       | Grote Bosweg 2 (Kromsteeg)             | Heijenrath            | 1715         |                | Mariakapel (Heijenrath)                   |
| Heilig-Hartkapel                 | Capucijnenweg-Partijerweg              | Mechelen              | 1926         | J. Ahn         | Heilig-Hartkapel (Mechelen)               |
| Sint-Jozefkapel                  | Hilleshagerweg                         | Mechelen-Hilleshagen  |              |                | Sint-Jozefkapel (Hilleshagen)             |
| Heilig-Hartkapel                 | Hofstraat-Kolmonderstraat              | Nijswiller            | 1929         |                | Heilig Hartbeeld Nijswiller               |
| Mariakapel (niskapel)            | Reijmerstokkerdorpstraat-Putveld       | Reijmerstok           |              |                | Mariakapel Reijmerstok                    |
| Sint-Rochuskapel                 | Dorpsstraat                            | Slenaken              |              |                | Sint-Rochuskapel                          |
| Mariakapel (Broekhofkapel)       | Dorpsstraat                            | Slenaken              | 1880         |                | Broekhofkapel                             |
| Mariakapel (niskapel)            | Dorpsstraat-Grensweg                   | Slenaken              |              |                | Mariakapel (Slenaken, niskapel)           |
| Lourdesgrot (grotkapel)          | Loorberg                               | Slenaken              | 1935         |                | Lourdesgrot Slenaken                      |
| Heilig-Hartkapel                 | Beutenaken                             | Slenaken-Beutenaken   | 1926         |                | Heilig-Hartkapel (Beutenaken)             |
| Sint-Annakapel                   | Kerkdel-Schilbergerweg                 | Slenaken-Schilberg    | 1715 en 1850 |                | Sint-Annakapel (Slenaken)                 |
| Sint-Jozefkapel                  | Schilbergerweg-Maastrichterweg         | Slenaken-Schilberg    | 1946         | H. Koene       | Sint-Jozefkapel (Schilberg)               |
| Mariakapel (niskapel)            | Slenakerweg                            | Slenaken-Waterop      |              |                | Mariakapel (Waterop)                      |
| Mariakapel                       | Eyserweg-Achterweg                     | Trintelen-Mingersborg | 1939         |                | Kapel Mingersborg-Eyserweg                |
| Mariakapel                       | Stokhem                                | Wijlre-Stokhem        |              |                | Mariakapel Stokhem                        |